# 二苯甲醇
二苯甲醇（又称二苯基甲醇）是一种有机化合物，化学式为(C6H5)2CHOH，外观为白色结晶状固体。它可以发生氧化反应，得到二苯基甲酮。

## 制备
二苯甲醇的制备，可使用苯基溴化镁和苯甲醛通过格氏反应得到。还有一种方法是使用硼氢化钠（或锌粉；或钠汞齐、水），与二苯基甲酮反应而成。

## 用途及安全性
二苯甲醇可用于制香水及制药。在香水制造中，二苯甲醇作固定剂。在制药中，二苯甲醇则是用于合成抗组胺药、抗过敏药和抗高血压药的中间体。莫达非尼、苯海拉明等药物以及部分农药的合成中也有使用到二苯甲醇。
二苯甲醇对眼、皮肤和呼吸系统有刺激性。